# هارولد باسيل كريستيان
هارولد باسيل كريستيان (بالإنجليزية: Harold Basil Christian)‏ هو مهندس معادن ‏ جنوب أفريقي، ولد في 28 أكتوبر 1871 في بورت إليزابيث في جنوب أفريقيا، وتوفي في 12 مايو 1950 في هراري في زيمبابوي.